# نیکورت

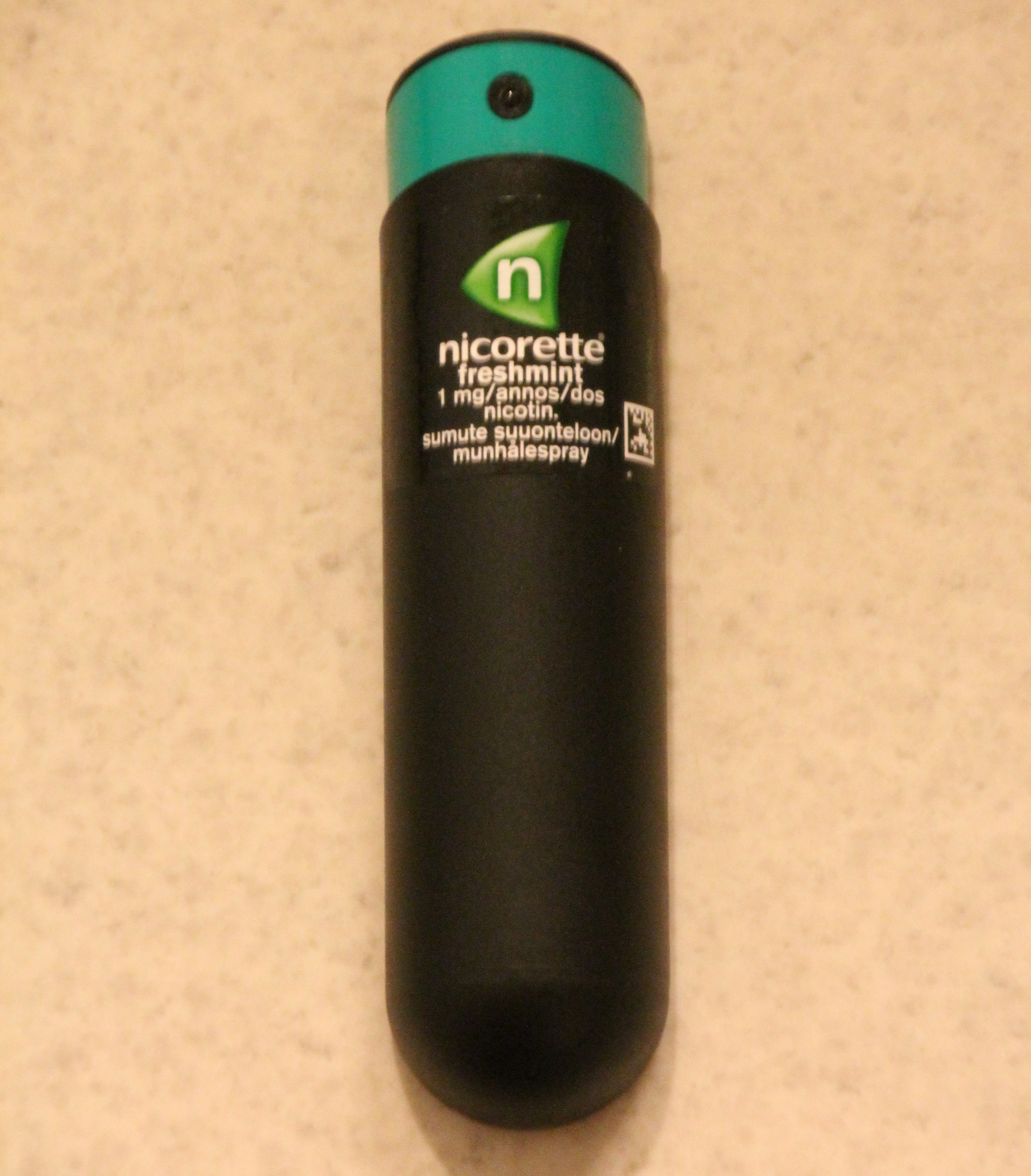
اسپری دهانی نیکوتین شرکت نیکورت برای درمان جایگزینی

نیکورت (سوئدی: rette) شرکت لوازم بهداشتی سوئدی است، که در سال ۱۹۷۸ تأسیس شد.